# Tsao Chia-yi
Tsao Chia-yi (曹家怡S; Taipei, 2 dicembre 2003) è una tennista taiwanese.

## Carriera
Tsao Chia-yi ha vinto 14 titoli in doppio nel circuito ITF in carriera. Il 9 ottobre 2023 ha raggiunto il best ranking in singolare raggiungendo la 464ª posizione mondiale, il 6 novembre 2023 ha raggiunto in doppio il best ranking alla 178ª posizione mondiale.
Tsao fa il suo debutto nel circuito WTA all'Hong Kong Tennis Open 2023, partecipando nel doppio insieme alla cinese Tang Qianhui, dove è riuscita a conquistare il suo primo titolo WTA maggiore della carriera alla sua prima partecipazione.
Partecipa alle Olimpiadi di Parigi 2024 nel doppio femminile in coppia con Hsieh Su-wei, venendo eliminata ai quarti di finale dalla coppia della Repubblica Ceca composta da Linda Nosková e Karolína Muchová.
Tsao ha accettato un ban dal tennis professionistico con una durata di 12 mesi, iniziando dal mese di marzo 2025, dopo aver assunto involontariamente un farmaco per il raffreddore contenente uno stimolante bannato N-metilefedrina senza avere una esenzione valida a fini terapeutici.

## Statistiche WTA

### Doppio

#### Vittorie (1)
| Legenda              |
| -------------------- |
| Grande Slam (0)      |
| Ori Olimpici (0)     |
| WTA Finals (0)       |
| WTA Elite Trophy (0) |
| Dal 2021             |
| WTA 1000 (0)         |
| WTA 500 (0)          |
| WTA 250 (1)          |

| N. | Data            | Torneo                                      | Superficie | Compagna     | Avversarie in finale                    | Punteggio        |
| 1. | 15 ottobre 2023 | Prudential Hong Kong Tennis Open, Hong Kong | Cemento    | Tang Qianhui | Oksana Kalašnikova Aljaksandra Sasnovič | 7-5, 1-6, [11-9] |

## Circuito WTA 125

### Doppio

#### Vittorie (1)
| N. | Data           | Torneo              | Superficie  | Compagna           | Avversarie in finale    | Punteggio |
| 1. | 14 luglio 2024 | Nordea Open, Båstad | Terra rossa | Peangtarn Plipuech | María Carlé Julia Riera | 7-5, 6-3  |

## Statistiche ITF

### Singolare

#### Sconfitte (2)
| Torneo $100.000 (0) |
| Torneo $80.000 (0)  |
| Torneo $60.000 (0)  |
| Torneo $40.000 (0)  |
| Torneo $25.000 (0)  |
| Torneo $15.000 (2)  |

| N. | Data             | Torneo                | Superficie | Avversaria in finale | Punteggio        |
| 1. | 16 ottobre 2022  | Magic Tours, Monastir | Cemento    | Kristina Paskauskas  | 2-6, 6-4, 6(8)-7 |
| 2. | 27 novembre 2022 | Magic Tours, Monastir | Cemento    | Hanne Vandewinkel    | 2-6, 5-7         |

### Doppio

#### Vittorie (14)
| Torneo $100.000 (0) |
| Torneo $80.000 (0)  |
| Torneo $60.000 (0)  |
| Torneo $40.000 (1)  |
| Torneo $25.000 (3)  |
| Torneo $15.000 (10) |

| N.  | Data              | Torneo                                                    | Superficie  | Compagna      | Avversarie in finale                   | Punteggio           |
| 1.  | 14 marzo 2022     | World Tennis Tour Cancun, Cancún                          | Cemento     | Saki Imamura  | Melissa Morales Kirsten-Andrea Weedon  | 6-3, 6-1            |
| 2.  | 17 settembre 2022 | Magic Tours, Monastir                                     | Cemento     | Lee Ya-Hsin   | Emilia Durska Camilla Zanolini         | 7-6(4), 6-4         |
| 3.  | 24 settembre 2022 | Magic Tours, Monastir                                     | Cemento     | Lee Ya-Hsin   | Abigail Amos Jaeda Daniel              | 6-0, 6-1            |
| 4.  | 8 ottobre 2022    | Magic Tours, Monastir                                     | Cemento     | Lee Ya-Hsin   | Priska Nugroho Wei Sijia               | 1-6, 6-1, [10-3]    |
| 5.  | 15 ottobre 2022   | Magic Tours, Monastir                                     | Cemento     | Lee Ya-Hsin   | Flavie Brugnone Stéphanie Visscher     | 6-4, 6-0            |
| 6.  | 22 ottobre 2022   | Magic Tours, Monastir                                     | Cemento     | Lee Ya-Hsin   | Hanne Vandewinkel Radka Zelníčková     | 6-2, 6-4            |
| 7.  | 19 novembre 2022  | Magic Tours, Monastir                                     | Cemento     | Wu Fang-hsien | Kamilla Bartone Bojana Marinković      | 6-0, 7-5            |
| 8.  | 26 novembre 2022  | Magic Tours, Monastir                                     | Cemento     | Wu Fang-hsien | Anastasija Gureva Vlada Minčeva        | 6-3, 6-4            |
| 9.  | 3 dicembre 2022   | Magic Tours, Monastir                                     | Cemento     | Wu Fang-hsien | Oana Gavrilă Emilie Lindh              | 6-4, 6-3            |
| 10. | 25 marzo 2023     | Asia University International Women's Open Tennis, Hinode | Cemento     | Akari Inoue   | Li Yu-yun Rinon Okuwaki                | 6-4, 6(5)-7, [10-5] |
| 11. | 24 giugno 2023    | Formosa Cup, Tainan                                       | Terra rossa | Yang Ya-yi    | Monique Barry Lee Ya-Hsin              | 6-2, 6-2            |
| 12. | 23 settembre 2023 | GS Yuasa Open, Kyoto                                      | Cemento (i) | Aoi Ito       | Hiromi Abe Anri Nagata                 | 6-2, 6-1            |
| 13. | 9 marzo 2024      | Archigen Cup, Solarino                                    | Sintetico   | Martyna Kubka | Katarina Kozarov Veronika Mirošničenko | 6-4, 6-2            |
| 14. | 6 aprile 2024     | Kashiwa Open, Kashiwa                                     | Cemento     | Ankita Raina  | Madeleine Brooks Eudice Chong          | 6-4, 6-4            |

#### Sconfitte (4)
| Torneo $100.000 (1) |
| Torneo $80.000 (0)  |
| Torneo $60.000 (0)  |
| Torneo $40.000 (1)  |
| Torneo $25.000 (1)  |
| Torneo $15.000 (1)  |

| N. | Data             | Torneo                                       | Superficie | Compagna          | Avversarie in finale               | Punteggio         |
| 1. | 28 gennaio 2023  | Magic Tours, Monastir                        | Cemento    | Miho Kuramochi    | Oana Gavrilă Sapfo Sakellaridi     | 5-7, 6-4, [6-10]  |
| 2. | 4 febbraio 2023  | Magic Tours, Monastir                        | Cemento    | Nadine Keller     | Lee Ya-Hsin Yang Yidi              | 6-2, 3-6, [13-15] |
| 3. | 6 gennaio 2024   | ITF Pro Circuit Presented by SAT, Nonthaburi | Cemento    | Lanlana Tararudee | Jibek Kulambaeva Sapfo Sakellaridi | w/o               |
| 4. | 24 novembre 2024 | Takasaki International Open, Takasaki        | Cemento    | Liang En-shuo     | Momoko Kobori Ayano Shimizu        | 6-4, 4-6, [3-10]  |